# 12626 Timmerman
12626 Timmerman (tên chỉ định: 1116 T-1) là một tiểu hành tinh vành đai chính. Nó được phát hiện bởi Cornelis Johannes van Houten, Ingrid van Houten-Groeneveld, và Tom Gehrels ở Đài thiên văn Palomar ở Quận San Diego, California, ngày 25 tháng 3 năm 1971. Nó được đặt theo tên Petronella Johanna de Timmerman, nhà thơ và vợ của nhà thiên văn học Johann Friedrich Hennert.